# مارك ميلكامبس
مارك ميلكامبس ، من مواليد 9 أكتوبر 1950 ، لاعب كرة قدم بلجيكي سابق.
لعب مع منتخب بلجيكا لكرة القدم.

## روابط خارجية
- مارك ميلكامبس على موقع الاتحاد الدولي (مؤرشف)  (الإنجليزية)
- مارك ميلكامبس على موقع الاتحاد البلجيكي (الإنجليزية)
- مارك ميلكامبس على موقع قاعدة بيانات كرة القدم.إي يو (الإنجليزية)
- مارك ميلكامبس على موقع ناشيونال فوتبول تيمز (الإنجليزية)
- مارك ميلكامبس على موقع عالم كرة القدم.نت (الإنجليزية)